# Port lotniczy Chūbu (Nagoja)
Port lotniczy Chūbu (jap. 中部国際空港 Chūbu Kokusai Kūkō) (kod IATA: NGO, kod ICAO: RJGG), Międzynarodowy Port Lotniczy Chūbu, Chubu Centrair International Airport, Nagoya – międzynarodowy port lotniczy położony na sztucznej wyspie koło Tokoname, 33 km od Nagoi, w Japonii. 
Od 17 lutego 2005 jest jednym z największych portów lotniczych w tym kraju. Oznaczenia IATA przejął od Portu Lotniczego Nagoja. Jest trzecim portem lotniczym w Japonii wybudowanym na sztucznej wyspie. W 2006 obsłużył 11 649 300 pasażerów.

## Linie lotnicze i połączenia
Lotnisko obsługiwane jest przez 35 linii lotniczych, oferujących bezpośrednie połączenia do 43 portów lotniczych w Azji:
| Linia lotnicza             | Kierunek |
| -------------------------- | --- |
| Air Busan                  | 1. Pusan 2. Seul-Inczon |
| Air China                  | 1. Pekin-Capital 2. Szanghaj-Pudong |
| Air Do                     | 1. Hakodate 2. Sapporo-Chitose |
| All Nippon Airways         | 1. Fukuoka 2. Ishigaki 3. Memanbetsu 4. Miyako 5. Tokio-Haneda 6. Tokio-Narita Sezonowo: 1. Asahikawa                                               |
| ANA Wings                  | 1. Akita 2. Fukuoka 3. Kumamoto 4. Miyazaki 5. Nagasaki 6. Naha 7. Sapporo-Chitose 8. Sendai 9. Tokio-Haneda 10. Tokio-Narita Sezonowo: 1. Hakodate |
| Asiana Airlines            | 1. Seul-Inczon |
| Batik Air Malaysia         | 1. Kaohsiung 2. Kuala Lumpur |
| Cathay Pacific             | 1. Hongkong 2. Tajpej-Taiwan Taoyuan |
| Cebu Pacific               | 1. Manila |
| China Airlines             | 1. Tajpej-Taiwan Taoyuan |
| China Eastern Airlines     | 1. Lanzhou 2. Szanghaj-Pudong 3. Xi'an 4. Yantai |
| China Southern Airlines    | 1. Dalian 2. Guangzhou 3. Shenyang |
| Finnair                    | 1. Helsinki |
| Fuji Dream Airlines        | 1. Izumo 2. Kōchi |
| HK Express                 | 1. Hongkong |
| Hong Kong Airlines         | 1. Hongkong |
| Ibex Airlines              | 1. Fukuoka 2. Kagoshima 3. Ōita 4. Sendai |
| Japan Airlines             | 1. Honolulu 2. Sapporo-Chitose 3. Szanghaj-Pudong 4. Tajpej-Taiwan Taoyuan 5. Tencin 6. Tokio-Haneda 7. Tokio-Narita Sezonowo: 1. Obihiro           |
| Japan Transocean Air       | 1. Naha Sezonowo: 1. Ishigaki 2. Miyako |
| Jeju Air                   | 1. Seul-Inczon |
| Jetstar Japan              | 1. Fukuoka 2. Kagoshima 3. Manila 4. Naha 5. Sapporo-Chitose                                                                                        |
| Jin Air                    | 1. Seul-Inczon |
| Juneyao Air                | 1. Pekin-Daxing 2. Nankin 3. Szanghaj-Pudong |
| Korean Air                 | 1. Pusan 2. Seul-Inczon Czarter: 1. Muan |
| Oriental Air Bridge        | 1. Akita 2. Fukuoka 3. Miyazaki |
| Peach                      | 1. Naha 2. Sapporo-Chitose 3. Sendai 4. Tajpej-Taiwan Taoyuan                                                                                       |
| Philippine Airlines        | 1. Cebu 2. Manila |
| Shanghai Airlines          | 1. Szanghaj-Pudong |
| Shenzhen Airlines          | 1. Shenzhen |
| Singapore Airlines         | 1. Singapur |
| Skymark Airlines           | 1. Kagoshima 2. Naha 3. Sapporo-Chitose |
| Solaseed Air               | 1. Kagoshima 2. Miyazaki 3. Naha |
| Spring Airlines            | 1. Dalian 2. Szanghaj-Pudong |
| StarFlyer                  | 1. Fukuoka 2. Tajpej-Taiwan Taoyuan |
| Starlux Airlines           | 1. Tajpej-Taiwan Taoyuan |
| Thai AirAsia X             | 1. Bangkok-Suvarnabhumi |
| Thai Airways International | 1. Bangkok-Suvarnabhumi |
| Tianjin Airlines           | 1. Tiencin |
| Tigerair Taiwan            | 1. Kaohsiung 2. Taizhong 3. Tajpej-Taiwan Taoyuan                                                                                                   |
| T'way Air                  | 1. Czedżu |
| United Airlines            | 1. Guam |
| VietJet Air                | 1. Hanoi Czarter: 1. Đà Nẵng |
| Vietnam Airlines           | 1. Hanoi 2. Ho Chi Minh |
| XiamenAir                  | 1. Hangzhou |

### Cargo
- FedEx
- AirBridge Cargo
- El Al Cargo
- Air Hong Kong
- Evergreen International Airlines/Boeign
- Japan Airlines
- Korean Air
- Asiana Cargo